# Java Servlet
Java Servlet API är en specifikation som huvudsakligen har utvecklats av Sun Microsystems. Specifikationen beskriver en implementation av ett API som låter programmerare skapa dynamiskt webbinnehåll med hjälp av programmeringsspråket Java. Servlet API:ets generella definition tillåter att det används i andra sammanhang än på webben, men dess användning på webben tillsammans med kommunikationsprotokollet HTTP är det dominerande användningsområdet. En HTTP Servlet är ett objekt som accepterar en förfrågan (HTTP request) från till exempel en webbläsare och sedan genererar ett svar (HTTP response) med ett oftast dynamiskt innehåll.
Java Servlet API och dess tillhörande teknik Java Server Pages fyller ungefär samma behov som de liknande teknikerna PHP och CGI.